# Гологоры
Гологоры — приподнятый северо-западный окраинный уступ Подольской возвышенности, часть Гологоро-Кременецкого кряжа.

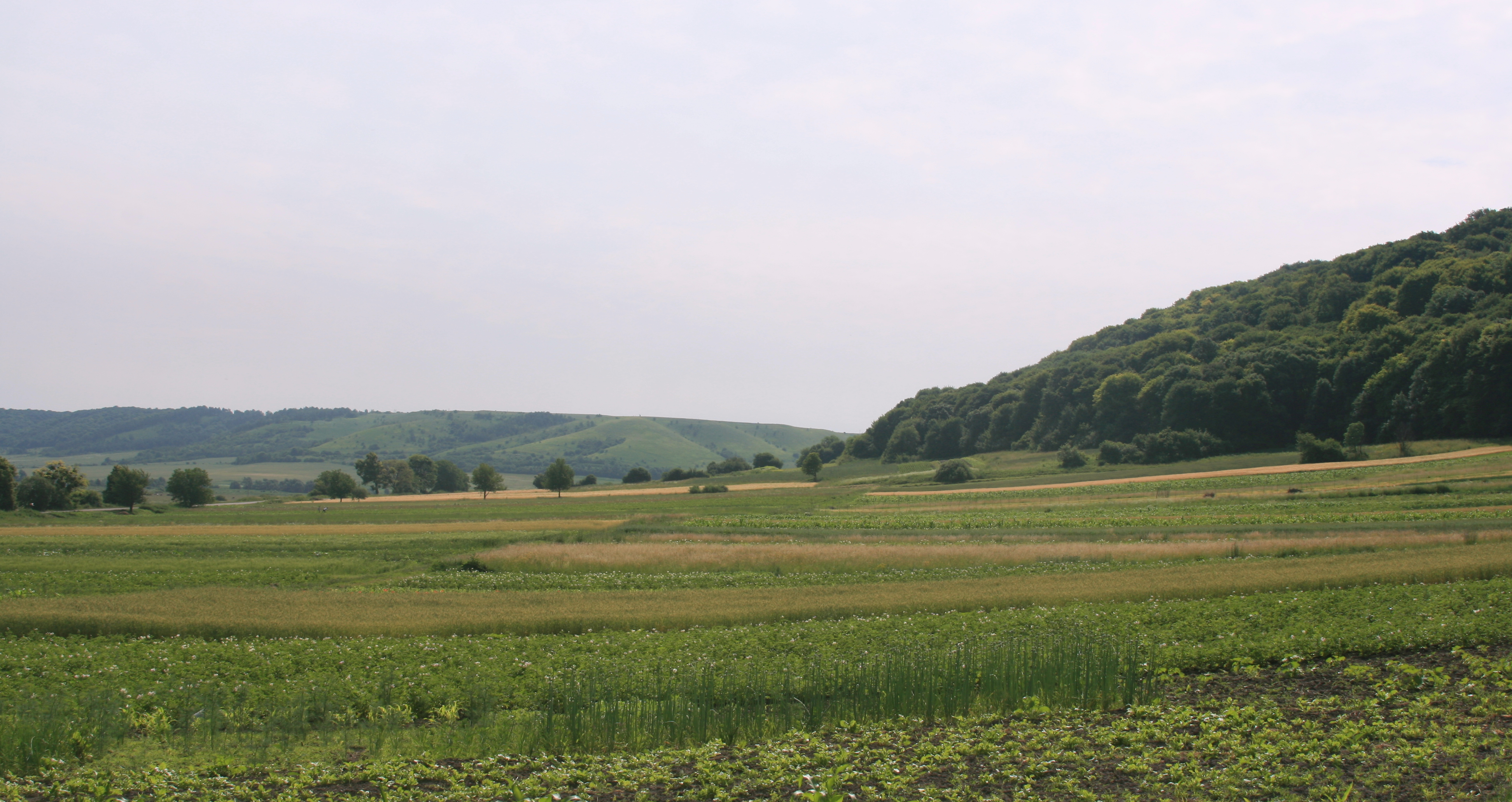
Гологоры в Золочевском районе Львовской области

## Описание
Уступ Гологоры расположен в Львовской области, простирается от города Бобрка до села Плугов. Максимальные высоты сосредоточены в западной и центральной частях, самая высокая гора — Камула (471 м). Длина Гологор 45 км, ширина — около 10 км. В Гологорах характерные долинно-балочные формы рельефа. Сложены песчаниками, известняками и мергелями перекрытыми в основном лёссовидными суглинками. Распространены эрозионные процессы. В ландшафтной структуре Гологор преобладают склоны расчленённых возвышенностей с серыми лесными почвами или суглинками. Расчленённым уступом (до 150—200 м) круто обрываются к Малому Полесью и служат водоразделом бассейнов Западного Буга и Днестра, то есть по нему проходит Главный европейский водораздел.
Вопреки своему названию Гологоры достаточно залесены. Распространены грабово-буковые леса. Это район лесного и сельского хозяйства и рекреации.

## Памятники природы

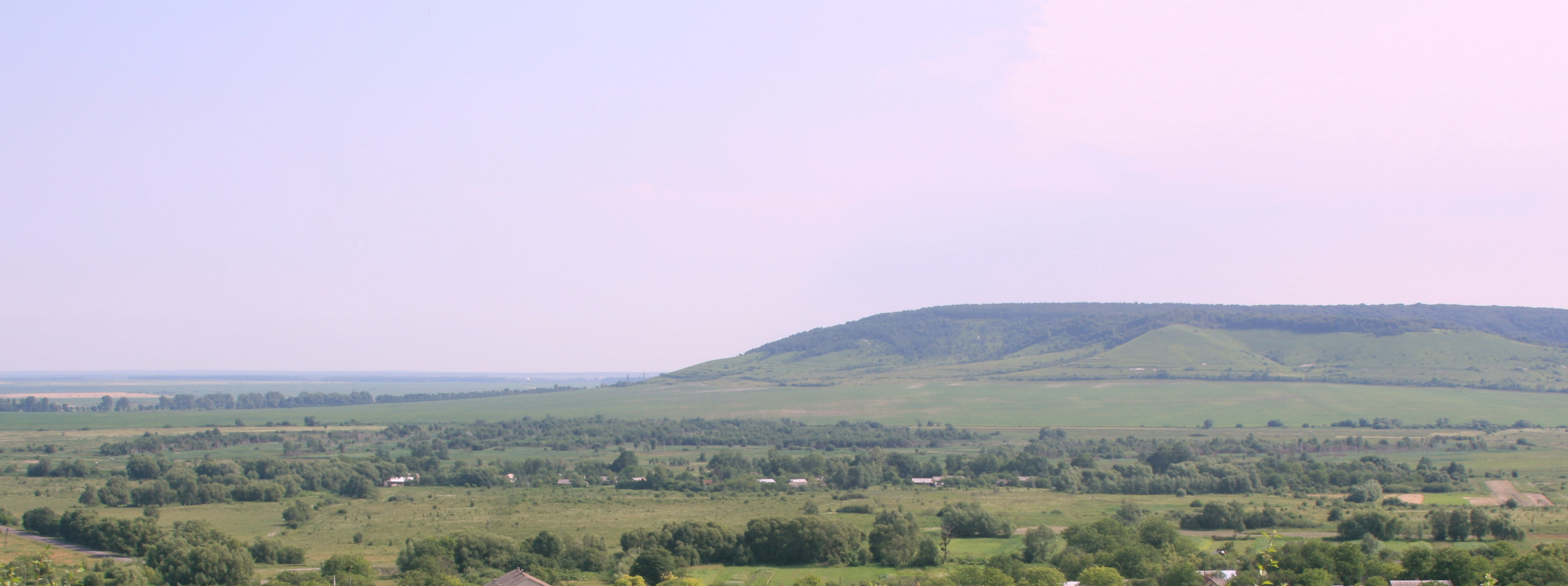
Вид на урочище Лысая гора со стороны села Трудовач

- Возле села Красное в урочище «Лысая гора[укр.]» на площади 80 га. сохранилась участок целины со степной растительностью (горицвет, сон-трава, дикая роза).
- Комплексная памятник природы «Гора Вапнярка[укр.]» (возле сел Митулин и Новоселки).
- Заповедное урочище «Лес под Трудовачем[укр.]».
- Романовский ландшафтный заказник[укр.].

## Вершины
- Камула[укр.] (471 м)
- Замчисько (452 м)
- Нахорды (401 м)
- Гора Вапнярка[укр.] (460 м)
- Лысая гора (412 м)